# Arquivo Nacional da Alemanha
O Arquivo Nacional da Alemanha (em alemão Bundesarchiv; BArch) é o arquivo nacional oficial da Alemanha. Foi criado em 1952, na cidade de Coblença, onde permanece até hoje.